# MicroHobby
MicroHobby était un magazine informatique espagnol d'informatique et de jeu vidéo consacré à l'ordinateur ZX Spectrum. Il a été publié par HobbyPress pendant plusieurs années sur une base régulière, de novembre 1984 à janvier 1992. La publication cesse en 1992 avec le numéro 217. Un nouveau numéro spécial est sorti en avril 2007. 

## Histoire
C'est en 1984 qu'est fondée MicroHobby, l'un des premiers magazines espagnols consacrés exclusivement aux jeux vidéo, point de départ pour Hobby Press.
La publication cesse en 1992.

## Numéros
217 numéros réguliers ont été publiés au cours des trois périodes du magazine.
Publication supplémentaire en 2007.
20 numéros supplémentaires ont également été publiés pendant la première période du magazine.
- Première période : tirage hebdomadaire, du numéro 1 au numéro 160.
- Deuxième période : tirage bimensuel, du numéro 161 au numéro 183.
- Troisième période : tirage mensuel, du numéro 184 au numéro 217.
- Numéro 218, spécial 25e anniversaire, publié en avril 2007.
- 7 numéros de MicroHobby special au cours de la première période :

Spécial nº1 publié entre les numéros 50 et 51.
Spécial nº2 publié entre les numéros 67 et 68.
Spécial nº3 publié entre les numéros 80 et 81.
Spécial nº4 publié entre les numéros 96 et 97.
Spécial nº5 publié entre les numéros 105 et 106.
Spécial nº6 publié entre les numéros 131 et 132.
Numéro spécial 7 publié entre les numéros 155 et 156.
- 13 numéros de MicroHobby Cassette, publiés mensuellement, au cours de la première période.

De mars 1985 à mars 1986.

## Contenu
MicroHobby n'était pas seulement un autre des magazines informatiques typiques de l'ère 8-bit (les années 1980), car l'une des caractéristiques qui le distinguait de la concurrence, était l'abondance de contenu didactique ou technique, bien qu'avec le temps il ait fini par se concentrer davantage sur l'analyse approfondie des jeux vidéo.
Une autre caractéristique notable était sa périodicité, du moins pendant les deux premières périodes, puisque pratiquement tous les autres magazines étaient mensuels.
D'autre part, le magazine s'adressait principalement aux adolescents, si bien qu'aujourd'hui le langage utilisé peut être un peu choquant, pour ne pas dire risible, tant pour ceux qui n'ont pas connu l'époque que pour ceux qui la revisitent. 

### Logiciel
Dans les premiers numéros, comme dans de nombreux magazines du secteur, il était courant de trouver des programmes BASIC très simples (presque toujours des mini-jeux ou des astuces) à copier sur l'ordinateur. Cependant, ils ont rapidement évolué vers le code machine et ont même développé leur propre logiciel (tel que le Universal Machine Code Loader, CUCM) pour aider les lecteurs à exécuter les programmes. MicroHobby est rapidement devenu le magazine informatique populaire le plus avancé du pays à cet égard.
Ils ont même publié deux livres pour apprendre le BASIC (Titre : MicroBasic, Basic Sinclair - Auteur : Rafael Prades Rodríguez) et un autre sur le langage assembleur (Titre : Código Máquina del ZX-Spectrum - Auteur : Jesús Alonso Rodríguez), ainsi que des microfiches qui décrivaient avec une grande précision le fonctionnement interne du Sinclair ZX Spectrum, aussi bien le microprocesseur que le reste des composants.
Cela a contribué dans une large mesure à créer un pool de programmeurs en Espagne, puisque les contributions des lecteurs ont rapidement acquis un grand niveau.

### Matériel informatique
MicroHobby était probablement le seul magazine consacré aux ordinateurs 8 bits qui osait inclure des montages matériels, un domaine normalement réservé aux magazines d'électronique, relativement abondants à l'époque.
Au cours de la publication, un certain nombre d'assemblages ont été inclus pour étendre le Spectrum : changer la ROM en EPROM, créer un émetteur TV, construire un joystick et une pokeur (en) automatique, entre autres. Ce matériel, généralement de haute qualité, car conçu par de véritables experts (Primitivo de Francisco Muñoz), pouvait être acheté déjà monté auprès du magazine lui-même. 

### Extras
Au cours des deux premières périodes, il n'était pas courant que les programmes soient enregistrées sur bande, et lorsqu'elles l'étaient, elles étaient vendues séparément du magazine.
Les magazines de la dernière période étaient accompagnés d'une cassette comprenant les programmes répertoriés à l'intérieur du magazine, même si parfois ils étaient accompagnés de très longs programmes et jeux, généralement inédits et réalisés par les lecteurs du magazine. Titre de curiosité, les couvertures des cassettes étaient imprimées à l'intérieur du magazine, et devaient être découpées.
Il est probable que cette décision d'inclure des bandes a été prise parce que les programmes des lecteurs devenaient de plus en plus sophistiqués et longs, et à un moment donné, des pages et des pages du magazine étaient remplies de code hexadécimal pour le CUCM, prenant de l'espace pour d'autres sections. 

### Points forts
En dehors des sections consacrées à la critique de jeux ou de 'POKEs, il y avait quelques sections qui méritaient d'être mentionnées :
- Les couvertures du magazine se distinguent par leur qualité et leur conception soignée, illustrées par José María Ponce.
- "Aula Spectrum" était le rêve de nombreux parents qui achetaient à leurs enfants leur premier ordinateur, pour les aider dans leurs études, car il proposait divers programmes qui contenaient une partie des matières.
- "Los Justicieros del Software" était une section dans laquelle un jeu était noté et où les lecteurs du magazine eux-mêmes étaient ceux qui notaient le jeu, en donnant une petite description de la raison de la note.
- "El Mundo de la Aventura" et "El Viejo Archivero", introduites au début de la deuxième période, ont peut-être été les sections les plus aimées par beaucoup de ses lecteurs, puisque c'est à partir d'elles qu'Andrés Samudio a introduit le monde de la fiction interactive en Espagne.